# Addams Family 2. – Egy kicsivel galádabb a család
Az Addams Family 2. – Egy kicsivel galádabb a család (eredeti cím: Addams Family Values) 1993-ban bemutatott amerikai filmvígjáték Barry Sonnenfeld rendezésében. Az Addams Family (1991) című film folytatása.

## Történet
A film azzal kezdődik, hogy új jövevény érkezik az Addams családba, Morticia fiút szül, Pubertet; testvérei Wednesday és Pugsley azon igyekeznek, hogy minél előbb eltegyék láb alól. Amikor Gomez és Morticia megpróbálnak felbérelni egy dadát, a gyerekek mindegyikőjüket elijesztik. Az utolsó pályázó, Debbie Jellinsky, úgy tűnik, nem adja fel könnyen; mindazonáltal ő egy sorozatgyilkos, akit Fekete Özvegyként ismertek. Következő áldozata Fester. Amikor Wednesdaynek gyanússá válik, Debbie rábeszéli Gomezt és Morticiát, hogy küldjék el Chippewába, egy üdülőtáborba. Amikor megérkeznek, Wednesay megpróbálja megmérgezni magát, míg Pugsley egy fára akarja felkötni magát. 
Debbie összeházasodik Festerrel, azután azonnal megpróbálja megölni őt a hawaii nászútjukon; Fester azt hiszi, hogy Debby szeretetből próbálja megölni. A végén Debbie megtagadja tőle a szexet, csak akkor hajlandó vele lefeküdni, ha soha többé nem látja a családját. Fester beleegyezik, azután elköltöznek McMansionbe, a külvárosba. Gomez depresszióba esik testvére elköltözése miatt, és Pubert eközben szőkül és vidámmá kezd válni. Időközben a Chippewa táborban, Wednesday találkozik egy hozzá hasonló kisfiúval, Joel Glickerrel, aki allergiás mindenre. Megerősíti a gyanújában, hogy Debbie a Fekete Özvegy, és Fester a következő áldozata. Amikor Wednesday megtagadja, hogy részt vegyen a tábor előadásán, bezárják a Harmónia Kunyhóba és kényszerítik, hogy meséket nézzen. Időközben, amikor Debbie megpróbálja megölni Festert házuk felrobbantásával, ám férje Izé segítségével megmenekül. Wednesday és Pugsley hazatérnek a táborból. 
Debbie villamosszékekbe szíjazza az egész családot, kivéve Pubertet, de Pubert rövidre zárja a kábeleket és ezzel Debbie, ahelyett, hogy megölné Addamséket, magával végez, a teste egy halom hamuvá válik, csak a cipői és a hitelkártya marad utána. A végjátékban Gomez és Morticia Pubertnek rendeznek egy partit. A vendégek között van egy potenciális új szerető Festernek, Demencia, egy kopasz, groteszk dada, aki Hogyishívják kuzinnak és Margaret Addamsnek dolgozik. Joel, Gomez kiköpött másaként, szintén megjelenik és Wednesdayjel elsettenkedik a temetőbe, ahol Debbie-ről beszélgetnek.

## Szereplők
| Szerep                | Színész               | Magyar hang                |
| --------------------- | --------------------- | -------------------------- |
| Gomez Addams          | Raúl Juliá            | Végvári Tamás              |
| Morticia Addams       | Anjelica Huston       | Szegedi Erika              |
| Fester Addams         | Christopher Lloyd     | Balázs Péter               |
| Wednesday Adams       | Christina Ricci       | Vadász Bea                 |
| Pugsley Addams        | Jimmy Workman         | Simonyi Balázs             |
| Addams nagymama       | Carol Kane            | Tábori Nóra                |
| Debbie Jellinsky      | Joan Cusack           | Vándor Éva                 |
| Joel Glicker          | David Krumholtz       | Haumann Máté               |
| Becky Martin-Granger  | Christine Baranski    | Für Anikó                  |
| Lurch                 | Carel Struycken       | (nem szólal meg)           |
| Izé                   | Christopher Hart      | (nem szólal meg)           |
| Hogyishívják Kuzin    | John Franklin         | (nem szólal meg)           |
| Margaret Addams       | Dana Ivey             | Borbás Gabi                |
| Gary Granger          | Peter MacNicol        | Kerekes József             |
| Don Buckman           | Sam McMurray          | Hankó Attila               |
| Ellen Buckman         | Harriet Sansom Harris | Menszátor Magdolna         |
| Mr. Glicker           | Barry Sonnenfeld      | Jakab Csaba                |
| Mrs. Glicker          | Julie Halston         | Andresz Kati               |
| TV-s műsorvezető      | Peter Graves          | Papp János                 |
| Őrmester              | Nathan Lane           | Várkonyi András            |
| Szülész               | David Hyde Pierce     | Várkonyi András            |
| Dementia              | Carol Hankins         | Bessenyei Emma             |
| Heather               | Cynthia Nixon         | ?                          |
| Jorge                 | Tony Shalhoub         | ?                          |
| Halottaskocsi sofőrje | Ian Abercrombie       | Pataky Imre                |
| Útlevél hivatalnok    | Zack Phifer           | Wohlmuth István            |
| Dadák                 | ?                     | Halász Aranka Kassai Ilona |

## Díjak és jelölések
- Golden Globe díj (1994) – Legjobb színésznő – zenés film és vígjáték kategória jelölés: Anjelica Huston
- Oscar-díj (1994) – Legjobb látványtervezés jelölés: Marvin March, Ken Adam

## Filmzene
1. Vic Mizzy – „Theme”
2. D. Brent Nelson – „Disgusting Crime Theme”
3. „Tie a Yellow Ribbon 'Round the Old Oak Tree”
4. Roger és Fu-Schnickens – „Express Yourself”

1. „Sunrise, Sunset”
2. „Happy Turkey Day”
3. The Brady Bunch – „Theme”
4. Julie Andrews – „The Sound of Music”
5. Aileen Quinn – „Tomorrow”
6. Jimmy Workman – „Eat Us”
7. The Village People – „Macho Man”
8. „Indian Love Call”
9. „Happy Birthday to You”
10. Tag Team – „Addams Family (Whoomp!)”
11. RuPaul – „Whatcha See Is Whatcha Get”
12. The Guru – „Do It Any Way You Wanna (It's on You)”
13. Raúl Juliá – „Swing Low, Sweet Chariokot”